# Leptoteleia miladae
Leptoteleia miladae är en stekelart som beskrevs av Lubomir Masner 1978. Leptoteleia miladae ingår i släktet Leptoteleia och familjen Scelionidae. Inga underarter finns listade i Catalogue of Life.